# Die heilige Hure
Die heilige Hure ist ein deutscher Fernsehfilm aus dem Jahr 1998. Das Melodram ist eine Literaturverfilmung des Romanes Die heilige Hure: „Credo an Gott und sein Fleisch“ von Heide-Marie Emmermann.

## Handlung
Dr. Marie Steiner ist eine aufstrebende Theologie-Dozentin und ärgert sich mit der Tatsache herum, dass sie in der Kirche als Frau kein Priesteramt bekleiden darf. Sie selbst forscht in der Verbindung zwischen Sexualität und der Bibel, sodass sie ihren Kollegen immer wieder aufstößt, weswegen ihre anstehende Professur in Gefahr gerät. Durch ihre Studien pflegt sie einige Kontakte zur BDSM-Szene und erfährt parallel dazu, da sie immer ein offenes Ohr für ihre Studenten und Mitmenschen hat, dass die junge Studentin Gudrun von einem Priester geschwängert wurde, allerdings nicht von wem. Sie rät auch dem homosexuellen Uli Schneider, einem ihrer Studenten, der kurz vor der Priesterweihe steht, sich für die Liebe zu entscheiden und nicht zwangsläufig für das Priesteramt. Da dies einen inneren Konflikt in ihm auslöst, der ihn in den Suizid treibt, wird sein Tod Steiner von ihren Kollegen angelastet.
Gleichzeitig lernt Marie auch den Kunstrestaurator Paul Gruber kennen, der sich ihr gegenüber skeptisch über Jesus äußert und ihr dabei auch noch näher kommt. Er geißelt die Heuchelei der Kirche und die mangelnde Liebe. Dabei küsst er Marie und beide haben Sex, der so gewalttätig ist, dass Marie mehrere Schnitte und Wunden davonträgt. Das verwirrt Marie, wundert sie sich doch, warum sie trotz der Schmerzen intensive Liebe empfindet. Später verbringt sie mit ihm ein ganzes Wochenende voller Sex, bei dem Paul ihr seine Eifersucht gesteht, da sie ihn nicht so sehr liebt, wie sie Jesus liebt. Da er sie allerdings besitzen will, tätowiert er ihren Hintern. Dies ermutigt sie so sehr, dass sie mit ihren Studenten einen Ausflug in das Rotlichtmilieu macht, um dort die Domina Carola aufzusuchen. Parallel dazu intrigiert Stefan bereits, damit er selbst und nicht Marie Professor wird. Als Stefan anschließend auch noch die BDSM-Handlungen zwischen Gruber und Marie entdeckt, will er Gruber zur Rede stellen. Doch es kommt zum Kampf zwischen den beiden, den Gruber zwar für sich entscheiden kann, aber dennoch auch den Entschluss fassen lässt, sich von Marie zu trennen.
Marie kann allerdings nicht von Gruber lassen, sodass sie ihn nachts aufsucht und erschrocken feststellen muss, dass er ein Familienvater mit Frau und Kind ist. Ihre Illusion von Liebe, Wahrheit und Gruber wird dadurch zerstört. In ihrer Not sucht sie Carola auf, die ihr ihre eigene Weltsicht erklärt. So seien alle Männer Lügner und Erlösung könne man nur durch Bestrafung erfahren. Als Anschauungsbeispiel darf Marie einen BDSM-Kunden auspeitschen, wobei sie sich vorstellt, dass es sich um Gruber handelt. Das tut ihr sichtlich gut, weswegen sie sich wieder mit Gruber versöhnen will. Doch dieser lehnt sie ab. Derweil wird sie endgültig von Stefan verraten, sodass er schließlich selbst zum Professor berufen wird. Marie erfährt nicht nur, dass Gudrun beim Versuch einer Abtreibung verstarb, sondern auch, dass Stefan der Vater des Kindes war. Sie ist wütend, dass ausschließlich Männer in der Kirche Priester werden dürfen, obwohl sie doch alle nur lügen. Als sie auch noch erfährt, dass Gruber seine Ehefrau schlägt, reicht es ihr endgültig.
Marie sucht Gruber auf und gibt sich als Domina zu erkennen. Er ist freudig erregt. Doch als sie ihn dafür auspeitscht und zwingt, ihre Stiefel zu lecken, stellt er fest, dass sie nur kam, um ihn für die Schläge an seiner Ehefrau zu demütigen. Seine Frau erscheint dabei im selben Raum und Marie übergibt ihr die Macht, sodass Gruber sie nie wieder schlagen wird. Fortan fühlt sie sich als Dienerin Gottes. Als bei der Priesterweihe die Antrittsrede von Stefan gehalten werden soll, ist Stefan so von seinen Schuldgefühlen ergriffen, dass er öffentlich seine Beziehung zu Gudrun und seine Intrigen gegenüber Marie gesteht und bereut. Er selbst beginnt sich auszupeitschen. Dabei rennt Marie in seine Kanzel, hält ihn davon ab und schützt ihn. Mit dieser Tat erkennen alle, dass Marie eine gute Seele hat und jedem vergeben werden kann.

## Kritik
Rainer Tittelbach von tittelbach.tv wertete: „Kann man über den Umweg der Folterkammer zu Gott finden? Der Beichtstuhlschocker ‚Die heilige Hure‘, frei nach der Autobiographie der Theologin Heide-Marie Emmermann, die ihren Beruf aufgab, um als Domina die Peitsche zu schwingen, sagt ja. Eine Theologie-Professorin, die Seelsorge für Frauen aus dem SM-Gewerbe macht, verliebt sich, wird mehrfach enttäuscht und will nicht länger Objekt der Männer sein. Das RTL-Melodram von Dominique Othenin-Girard machte 1998 spekulierte mit dem SM-Touch zur Primetime und machte entsprechend Quote. Es war der Karrierestart für Susanna Simon. Eine Jugendsünde?“
Das Lexikon des internationalen Films beurteilte ‚Die heilige Hure‘ als „Ein ausgesprochen spekulativer (Fernseh-)Film, der sich im Brackwasser einer vorgeschobenen und vermeintlichen Kirchenkritik, die die Komplexe Sexualität, Abtreibung, Zölibat, Homosexualität und Priesterweihe betreffen soll, vornehmlich der voyeuristischen filmischen Darstellung sadomasochistischer Exzesse im Dunstkreis einer zwar weihrauchgeschwängerten, ansonsten aber völlig ahistorischen oder virtuellen Kirche, die es so nicht gibt, verschreibt. Unerträglicher noch als die gesuchte visuelle Obszönität ist die gedankliche Verlogenheit des unausgegorenen Films, der sich zum Ende gar in eine klebrige Verbrüderungsfeier zwischen Kirchengemeinde, ‚Priesteranwärtern‘, Ex-Domina und Klerus versteigt.“
Cinema wie auch TV Spielfilm meinten: „Ob lang oder kurz ist hier so egal wie dick oder dünn: Die mit wahllosen Zitaten und pathetischen Gesten protzende Nummernrevue ist ebenso lächerlich wie absurd.“ „Fazit: Der Herrgott vergibt alles – wir nicht.“

## Veröffentlichung
Der im Auftrag des deutschen Fernsehsenders RTL produzierte Film weicht in großen Teilen von der Romanvorlage ab. Der Film wurde laut dem damaligen Programmchef Sam Davis als „einer der meistdiskutierten Filme des Jahres“ konzipiert. Wegen der kontroversen Themen um BDSM, Kirche und Religion wurde der Film mehrfach umgeschrieben, umgeschnitten und verschoben. Bereits vor der ersten offiziellen Ausstrahlung am Buß- und Bettag, einem Feiertag der evangelischen Kirche, wurde der Film dreimal verschoben. Auch die Ausstrahlung wurde abgesagt. Der Film wurde schließlich zum ersten Mal am 11. Februar 1998 um 20:15 Uhr ausgestrahlt und hatte eine Einschaltquote von 7 Millionen. Die Freiwillige Selbstkontrolle Fernsehen beanstandete den Film, da sie während der Hauptsendezeit „das körperliche, seelische und geistige Wohl von Kindern unter 16 Jahren“ gefährdet sah, sodass sie den Film den Landesmedienanstalten zur Beratung gab.